# Cratere Galap
Galap  è un cratere sulla superficie di Marte.